# Séta a napsütésben (film)
A Séta a napsütésben (eredetí cím: A Walk in the Sun) 1945-ben bemutatott amerikai háborús film, Lewis Milestone rendezésében.

## Szereposztás
- Dana Andrews – Staff Sgt. Bill Tyne
- Richard Conte – Pvt. Rivera
- George Tyne – Pvt. Jake Friedman
- John Ireland – PFC Windy Craven
- Lloyd Bridges – Staff Sgt. Ward
- Sterling Holloway – Pvt McWilliams
- Norman Lloyd – Pvt. Archimbeau
- Herbert Rudley – Staff Sgt. Eddie Porter
- Richard Benedict – Pvt. Tranella
- Huntz Hall – Pvt. Carraway
- James Cardwell – Sgt. Hoskins
- George Offerman Jr. – Pvt. Tinker
- Steve Brodie – Pvt. Judson
- Matt Willis – Plt. Sgt. Pete Halverson
- Chris Drake – Pvt Rankin
- Alvin Hammer – Pvt Johnson
- Victor Cutler – Pvt Cousins
- Jay Norris – Pvt James
- John Kellogg – Pvt Riddle
- Danny Desmond – Pvt Trasker
- Robert Horton - Pvt Jack

## Filmzene
Filmhez készült dalok:
- Ballad of the Lead Platoon
- Texas Division
- Waiting
- One Little Job
- The Platoon Started Out
- Six-Mile Walk
- Trouble A-Coming
- Texas Division Blues
- They Met Hitler's Best
- Moving In
- Black and White
- Walk in the Sun

## Fordítás
- Ez a szócikk részben vagy egészben  az   A Walk in the Sun (1945 film) című angol Wikipédia-szócikk fordításán alapul.  Az eredeti cikk szerkesztőit annak laptörténete sorolja fel. Ez a jelzés csupán a megfogalmazás eredetét és a szerzői jogokat jelzi, nem szolgál a cikkben szereplő információk forrásmegjelöléseként.

## További információ
- Séta a napsütésben a PORT.hu-n (magyarul)
- Séta a napsütésben az Internet Movie Database-ben (angolul)
- Séta a napsütésben a Rotten Tomatoeson (angolul)
- Séta a napsütésben a Box Office Mojón (angolul)